# Строминь
Строми́нь (рос. Стромынь) — село у складі Богородського міського округу Московської області, Росія.

## Населення
Населення — 6593 особи (2010; 342 у 2002).
Національний склад (станом на 2002 рік):
- росіяни — 97 %